# Mendham (New Jersey)
Pour les articles homonymes, voir Mendham.

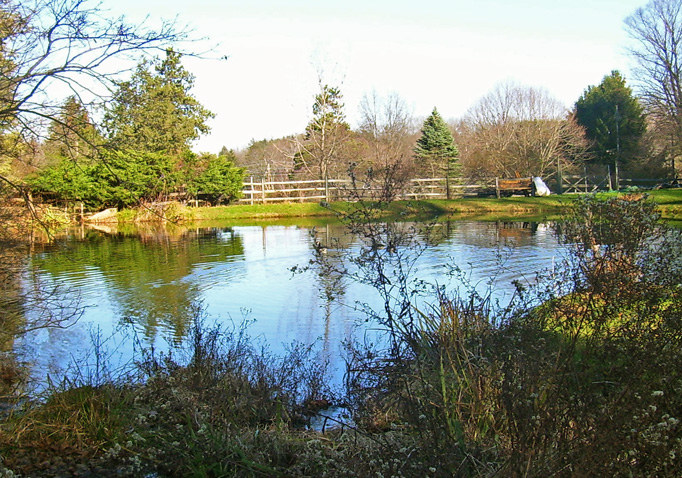
Vue de Mendham et de la rivière Passaic, qui prend sa source dans les environs du lieu.

Mendham est une localité du comté de Morris dans le New Jersey aux États-Unis, elle comptait 5 097 habitants en 2000.
Mendham, qui faisait partie de Mendham Township, fut incorporée par un vote du congrès du New Jersey, le 15 mai 1906.